# Han Kwang-song
Han Kwang-song (koreanisch 한광성; * 11. September 1998 in Pjöngjang) ist ein nordkoreanischer Fußballspieler. Der Stürmer ist nordkoreanischer Nationalspieler.

## Karriere
Han Kwang-song wechselte im Jahr 2017 in die Jugend des Serie-A-Vereins Cagliari Calcio. Für die Profimannschaft Cagliaris debütierte er am 2. April 2017 als erster Nordkoreaner überhaupt in der Serie A. Er wurde beim 3:1-Auswärtssieg über den US Palermo in der Schlussphase der Partie eingewechselt. Am 9. April erzielte er sein erstes Tor für die Rossoblu. Bei der 2:3-Heimniederlage gegen den FC Turin erzielte er das letzte Tor des Tages.
Am 7. August 2017 wurde er für ein halbes Jahr an den Serie-B-Verein AC Perugia verliehen. In der Saison 2017/18 kam er in 17 Spielen zum Einsatz, in denen er sieben Tore erzielen und drei weitere vorbereiten konnte.
Am 15. August 2018 wechselte er erneut per Leihe zu Perugia. Dort erzielte er in 20 Ligaspielen vier Treffer.
Am 2. September 2019 wechselte Han Kwang-song in einem einjährigen Leihgeschäft zur U-23-Mannschaft von Juventus Turin, welche sich auch eine verpflichtete Kaufoption in Höhe von 3,5 Millionen Euro für den Stürmer sicherten, die nach der Ende der Leihfrist aktiviert wird.
Am 1. Januar 2020 wurde die Kaufoption gezogen, Han zog es jedoch bereits sieben Tage später für eine Ablösesumme in Höhe von fünf Millionen Euro zum katarischen Erstligisten al-Duhail SC weiter.